# Carol Karp
Pour les articles homonymes, voir Karp.
Carol Karp, née Carol Ruth Vander Velde le 10 août 1926 à Forest Grove (Jamestown Charter Township (en)) comté d'Ottawa dans l'état du Michigan aux États-Unis et morte le 20 août 1972 au Maryland, est une mathématicienne américaine. Elle est connue pour ses travaux en logique mathématique, plus spécifiquement en logique des langages infinitaires.

## Biographie
Carol Ruth Vander Velde est née le 10 août 1926 dans l'état du Michigan, d'un père gérant d'un magasin d'alimentation, et d'une mère au foyer. Carol et ses frères et sœurs y suivront leurs scolarités, puis sa famille déménage dans l'Ohio aux alentours de ses 11 ans. Elle continue ses études secondaires au Manchester College dans l'Indiana , où elle obtient avec mention une licence de mathématiques en 1948. En 1950, elle obtient une maîtrise en mathématiques au Michigan State College .
En 1952, elle épouse Arthur Karp. Elle poursuit ses études supérieures, tout en suivant son mari et son directeur de thèse Leon Henkin (en), à travers le monde.
Elle passe deux ans à l'Université de Californie à Berkeley et une partie des années 1957 et 1958 au Japon, où son mari sert dans les United States Marine Corps. En 1958, elle accepte un poste à l'Université du Maryland.
Alfred Tarski et Henkin organisent un séminaire sur la logique infinitaire à Berkeley, à la fin de l'année 1956 ; Carol Karp présente son travail de thèse de doctorat lors de ce séminaire et les résultats y sont discutés. Tarski et Henkin fondent peu après, en 1957, un département de mathématiques interdisciplinaires qu'ils nomment Group in Logic and the Methodology of Science,.
Karp obtient un doctorat de l'Université de Californie du Sud en 1959 avec une thèse intitulée Languages with expressions of infinite length (Langages avec des expressions de longueur infinie); elle enseigne à cette époque au New Mexico College of Agriculture and Mechanic Arts (de 1953 à 1954). Professeur pour l'État du Michigan, elle voyage pendant un certain temps avec un orchestre de femmes en tant que violoniste.
En 1958 elle rejoint l'Université du Maryland où elle est professeur de mathématiques de 1958 à 1960, puis professeur adjoint de 1960 à 1966, puis à nouveau professeur de mathématiques en 1966. Dana Scott et Tarski abordent les travaux de Karp à la Symposium on Foundations of Mathematics de Warsaw en septembre 1959.
On lui diagnostique un cancer du sein en 1969, mais elle reste active à son poste jusqu'à sa mort trois ans plus tard en 1972.
Malgré son combat contre le cancer qui durera trois ans, elle enseigne jusqu'à la fin, mais ne peut achever la seconde monographie qu'elle préparait sur les langages infinitaires. Paru en 1964, son livre, tiré en grande partie de sa thèse, fut l'une des plus importantes contributions dans le domaine de la logique des langages infinitaires.

## Travaux
Les travaux de Karol Karp portent sur les langages infinitaires, une extension du calcul des prédicats du premier ordre, où l'on autorise les conjonctions ou disjonctions infinies, ainsi qu'éventuellement des quantifications sur une infinité de variables.
Ses travaux de recherche sur les langages infinitaires sont proches de l'algèbre et de la logique mathématique ; plus particulièrement en logique des langages infinitaires, ils abordent également la théorie des modèles dans l'étude Finite-Quantifier Equivalence.
Karp fut incitée par Georg Kreisel à considérer la syntaxe du langage infinitaire qui ne répond pas à une cardinalité des expressions ; ceci permettra à Karp, en collaboration avec Ronald Jensen, de définir les primitive recursive set function (en) et les théorèmes de complétude (1964) et d'isomorphisme partiel de Karp,. Certaines de ses recherches ont été financées par la National Science Foundation.

## Hommages
Pour honorer l'ensemble de son travail, le prix Carol Karp, la plus haute distinction attribuée tous les cinq ans par l'Association for Symbolic Logic depuis 1973, porte son nom.